# Pridon Abuladze
Pridon Abuladze (gruz. ფრიდონ აბულაძე ;ur. 10 października 2001) – gruziński zapaśnik startujący w stylu klasycznym. Zajął dziesiąte miejsce na mistrzostwach świata w 2023.
Siódmy na mistrzostwach Europy w 2023. Trzeci na MŚ U-23 w 2021 i  2024. Mistrz Europy juniorów w 2019 i 2021 roku.